# Arbeitsgemeinschaft für Bildung in der SPD
Die Arbeitsgemeinschaft für Bildung (AfB) in der SPD ist eine Arbeitsgemeinschaft für alle SPD-Mitglieder im Bildungsbereich und ist offen für alle an sozialdemokratischer Bildungspolitik interessierten Menschen. Sie ging aus der Arbeitsgemeinschaft sozialdemokratischer Lehrer und Lehrerinnen in der Weimarer Republik hervor.

## Geschichte
Die AG steht in der Tradition der Arbeitsgemeinschaft sozialdemokratischer Lehrer und Lehrerinnen.
Nach der Novemberrevolution und dem Ende des politischen Betätigungsverbots für Lehrer entwickelten sich verschiedene sozialdemokratische oder sozialistische Lehrerorganisationen. Nicht selten umfassten diese Organisationen Anhänger sowohl von KPD, USPD und MSPD. Um eine parteinahe Organisation zu schaffen, gründete die SPD Ostern 1919 die Arbeitsgemeinschaft sozialdemokratischer Lehrer. Maßgebliche Persönlichkeit war zu Beginn Heinrich Schulz. Das Ziel war die Abgrenzung von den weiter links stehenden Parteien und die Bindung der Lehrer an die SPD. Die AfB zählt mit 58.000 Mitgliedern zu den größten Arbeitsgemeinschaften der SPD.

## Struktur
Als eine von insgesamt elf Arbeitsgemeinschaften der SPD ist die Arbeitsgemeinschaft für Bildung auch in allen Landes- und Bezirksverbänden der Partei organisiert. Vorsitzender ist seit 2016 Ulf Daude. Er löste Peter Befeldt ab. Sie ist mit etwa 58.000 Mitgliedern eine der größten sozialdemokratischen Arbeitsgemeinschaften.

## Bundesvorstand
Bei der digitalen Bundeskonferenz am 18. September 2021 wurde der Vorstand neu gewählt.
Vorsitzender:
- Ulf Daude

Stellvertreter:
- Meike Jensen
- Anna Kristina Schönbach

Beisitzer:
- Dagmar Brunsch
- Ralph Leipold
- Herbert Lohmeyer
- Allessandro Novellino